# IC 1465
IC 1465 ist ein Doppelstern im Sternbild Pegasus. Das Objekt wurde am 11. Oktober 1887 von Guillaume Bigourdan entdeckt.